# 12. november
12. november je 316. dan leta (317. v prestopnih letih) v gregorijanskem koledarju. Ostaja še 49 dni.

## Dogodki
- 764 – tibetanske enote za 15 dni zasedejo Čangan, glavno mesto kitajske dinastije Tang
- 1028 – umirajoči bizantinski cesar Konstantin VIII. preda svojo hčer Zojo bodočemu bizantinskemu cesarju Romanu III. Argirju
- 1459 – ustanovljena univerza v Baslu
- 1599 – Ferdinand II. Habsburški izda ukaz, da morajo iz njegovih dežel izseliti vsi meščani in kmetje, ki nočejo prestopiti nazaj v katoliško vero.
- 1912 – na Antarktiki na Rossovi ledeni polici najdejo zmrznjena trupla Roberta Scotta in njegovih mož
- 1918 – z abdikacijo Karla I. Avstrija postane republika
- 1920 – podpisana rapalska pogodba
- 1927 – na 15. kongresu KPSZ izključijo Trockega
- 1941 – II. svetovna vojna: temperature okoli Moskve padejo na −12 °C in Sovjetska zveza prvič uporabi smučarske enote proti bližnjim zmrzujočim nemškim enotam
- 1942 – začetek uspešne ameriške ofenzive blizu otokov Savo in Guadalcanal
- 1943 – ustanovljen Slovenski narodni varnostni zbor
- 1944 – Kraljevo vojno letalstvo potopi nemško bojno ladjo Tirpitz
- 1980 – nasino plovilo Voyager 1 se na svoji poti najbolj približa Saturnu
- 1990 – Tim Berners-Lee objavi formalni predlog za svetovni splet
- 1996 – blizu indijskega New Delhija trčita saudskoarabski Boeing 747 in kazaško tovorno letalo Iljušin Il-76: 349 mrtvih
- 2001 – v New Yorku kmalu po vzletu pade Airbus A300 družbe American Airlines: 260 mrtvih
- 2014 – pristajalni modul evropske sonde Rosetta pristane na kometu Čurjumov-Gerasimenko

## Rojstva
- 1493 – Baccio Bandinelli, italijanski kipar († 1560)
- 1666 – Mary Astell, angleška filozofinja in feministka († 1731)
- 1729 – Louis Antoine de Bougainville, francoski admiral in pomorščak († 1811)
- 1755 – Gerhard Johann David von Scharnhorst, pruski general († 1813)
- 1802 – Gustav Friedrich Klemm, nemški antropolog († 1867)
- 1833 – Aleksander Porfirjevič Borodin, ruski skladatelj († 1887)
- 1840 – François-Auguste-René Rodin, francoski kipar († 1917)
- 1848 – Georgios N. Hacidakis, grški jezikoslovec († 1941)
- 1866 – Sun Jat-sen, kitajski državnik († 1925)
- 1873 – Engelbert Gangl - Rastislav, slovenski pisatelj, pesnik († 1950)
- 1891 – Seth Barnes Nicholson, ameriški astronom († 1963)
- 1898 – Leon Štukelj, slovenski telovadec, olimpionik († 1999)
- 1915 – Roland Barthes, francoski kritik, esejist, filozof, semiotik († 1980)
- 1929 – Grace Kelly, ameriška filmska igralka, monaška princesa († 1982)
- 1945 – Neil Young, kanadski glasbenik
- 1961 – Nadia Elena Comăneci, romunska telovadka
- 1971 – Mitja Kunc, slovenski alpski smučar

## Smrti
- 1035 – Knut Veliki, anglo-danski kralj (* 985)
- 1094 – Duncan II., škotski kralj (* 1060)
- 1139 – Magnus IV., norveški kralj (* 1115)
- 1202 – Knut VI., danski kralj (* 1163)
- 1209 – Phillipe de Plessis, veliki mojster vitezov templjarjev (* 1165)
- 1347 – Janez Vetrinjski, avstrijski (koroški) cistercijan, kronist, literat (* 1270)
- 1353 – Ferrantino Malatesta, italijanski plemič, vladar Riminija (* 1258)
- 1375 – Ivan Henrik Luksemburški, tirolski grof, moravski mejni grof (* 1322)
- 1596 – Ana Jagelo, kraljica Poljske in velika kneginja Litve (* 1523)
- 1742 – Friedrich Hoffmann, nemški zdravnik (* 1660)
- 1793 – Jean Sylvain Bailly, francoski astronom, politik (* 1736)
- 1869 – Johann Friedrich Overbeck, nemški slikar (* 1789)
- 1880 – Oliver Fisher Winchester, ameriški izdelovalec orožja (* 1810)
- 1886 – Gustav Tönnies , slovenski industrialec švedskega rodu (* 1814)
- 1893 – Alexander Bach, avstrijski državnik (* 1813)
- 1916 – Percival Lowell, ameriški astronom (* 1855)
- 1936 – Joseph Redlich, avstrijski državnik, zgodovinar (* 1869)
- 1941 – Kid Twist, ameriški morilec, gangster judovskega rodu (* 1907)
- 1955 – Tin Ujević, hrvaški pesnik, esjist, kritik, prevajalec (* 1891)
- 1976 – Walter Hamon Piston, ameriški skladatelj (* 1894)
- 1989 – Božidar Jakac, slovenski slikar, grafik (* 1899)
- 1994 – Wilma Glodean Rudolph, ameriška atletinja (* 1940)
- 2003 – Tony Thompson, ameriški bobnar (* 1954)
- 2014 – Alojz Grnjak, slovenski harmonikar (* 1929)